# Austrophyllum maculatum
Austrophyllum maculatum är en ringmaskart som beskrevs av Hartman och Fauchald 1971. Austrophyllum maculatum ingår i släktet Austrophyllum och familjen Phyllodocidae. Inga underarter finns listade i Catalogue of Life.